# Torneig de les Cinc Nacions 1978
El Torneig de les cinc Nacions de 1978 fou la 49a edició en el format de cinc nacions i la 84a tenint en compte les edicions del Home Nations Championship. Deu partits es van jugar entre el 19 de gener i el 15 de març. Gal·les s'enduria el títol per 20a vegada, a més d'aconseguir el Grand Slam, batent a la resta de contrincants, i conseqüentment la Triple Corona al batre a la resta de seleccions britàniques i a Irlanda. Curiosament, fou la primera vegada que el torneig resoldria en la darrera jornada qui guanyava el Grand Slam, en un partit entre seleccions enfrontades. El 21 de març de 1978 a Cardiff, Gal·les derrotaria França i el guanyaria, però si la victòria hagués estat gal·la el Grand Slam hauria anat cap a França.

## Participants
| Nació      | Estadi           | Ciutat   | Entrenador    |
| ---------- | ---------------- | -------- | ------------- |
| Anglaterra | Twickenham       | Londres  | Peter Colston |
| França     | Parc des Princes | París    | Jean Desclaux |
| Irlanda    | Lansdowne Road   | Dublín   | Noel Murphy   |
| Escòcia    | Murrayfield      | Edimburg | Nairn McEwan  |
| Gal·les    | National Stadium | Cardiff  | John Dawes    |

## Classificació
| Posició | Nació      | Partits | Partits  | Partits  | Partits | Punts   | Punts     | Punts      | Taula de punts |
| Posició | Nació      | Jugats  | Guanyats | Empatats | Perduts | A Favor | En contra | Diferència | Taula de punts |
| ------- | ---------- | ------- | -------- | -------- | ------- | ------- | --------- | ---------- | -------------- |
| 1       | Gal·les    | 4       | 4        | 0        | 0       | 67      | 43        | +24        | 8              |
| 2       | França     | 4       | 3        | 0        | 1       | 51      | 47        | +4         | 6              |
| 3       | Anglaterra | 4       | 2        | 0        | 2       | 42      | 33        | +9         | 4              |
| 4       | Irlanda    | 4       | 1        | 0        | 3       | 46      | 54        | −8         | 2              |
| 5       | Escòcia    | 4       | 0        | 0        | 4       | 39      | 68        | −29        | 0              |

## Results
| França | 15–6 | Anglaterra | 21 de gener de 1978 {{{time}}} - Parc des Princes, París Assistència: 43.643 espectadors Àrbitre: N Sanson (Escòcia) |
|        |      |            | 21 de gener de 1978 {{{time}}} - Parc des Princes, París Assistència: 43.643 espectadors Àrbitre: N Sanson (Escòcia) |

| Irlanda | 12–9 | Escòcia | 21 de gener de 1978 {{{time}}} - Lansdowne Road, Dublín Àrbitre: P Hughes (Anglaterra) |
|         |      |         | 21 de gener de 1978 {{{time}}} - Lansdowne Road, Dublín Àrbitre: P Hughes (Anglaterra) |

| Escòcia | 16–19 | França | 4 de febrer de 1978 {{{time}}} - Murrayfield, Edimburg Assistència: 55.000 espectadors Àrbitre: C Thomas (Gal·les |
|         |       |        | 4 de febrer de 1978 {{{time}}} - Murrayfield, Edimburg Assistència: 55.000 espectadors Àrbitre: C Thomas (Gal·les |

| Anglaterra | 6–9 | Gal·les | 4 de febrer de 1978 {{{time}}} - Twickenham, Londres Àrbitre: N Sanson (Escòcia) |
|            |     |         | 4 de febrer de 1978 {{{time}}} - Twickenham, Londres Àrbitre: N Sanson (Escòcia) |

| Gal·les | 22–14 | Escòcia | 18 de febrer de 1978 {{{time}}} - National Stadium, Cardiff Àrbitre: J West (Irlanda) |
|         |       |         | 18 de febrer de 1978 {{{time}}} - National Stadium, Cardiff Àrbitre: J West (Irlanda) |

| França | 10–9 | Irlanda | 18 de febrer de 1978 {{{time}}} - Parc des Princes, París Assistència: 43.639 espectadors Àrbitre: C Thomas (Gal·les |
|        |      |         | 18 de febrer de 1978 {{{time}}} - Parc des Princes, París Assistència: 43.639 espectadors Àrbitre: C Thomas (Gal·les |

| Escòcia | 0–15 | Anglaterra | 4 de març de 1978 {{{time}}} - Murrayfield, Edimburg Àrbitre: J West (Irlande) |
|         |      |            | 4 de març de 1978 {{{time}}} - Murrayfield, Edimburg Àrbitre: J West (Irlande) |

| Irlanda | 16–20 | Gal·les | 4 de març de 1978 {{{time}}} - Lansdowne Road, Dublín Àrbitre: G Domercq (França) |
|         |       |         | 4 de març de 1978 {{{time}}} - Lansdowne Road, Dublín Àrbitre: G Domercq (França) |

| Gal·les | 16–7 | França | 18 de març de 1978 {{{time}}} - National Stadium, Cardiff Assistència: 60.000 espectadors Àrbitre: A Welsby (Anglaterra) |
|         |      |        | 18 de març de 1978 {{{time}}} - National Stadium, Cardiff Assistència: 60.000 espectadors Àrbitre: A Welsby (Anglaterra) |

| Anglaterra | 15–9 | Irlanda | 18 de març de 1978 {{{time}}} - Twickenham, Londres Àrbitre: F Palmade (França) |
|            |      |         | 18 de març de 1978 {{{time}}} - Twickenham, Londres Àrbitre: F Palmade (França) |